# Wereldkampioenschappen synchroonzwemmen 2019 – Duet vrije routine
De vrije routine voor duetten tijdens de wereldkampioenschappen synchroonzwemmen 2019 vond plaats op 16 en 18 juli 2019 in het Yeomju Gymnasium in Gwangju.

## Uitslag
Finalisten zijn de eerste 12 genoemde deelnemers, aangegeven met groen.
| Rang   | Land                | Naam                                         | Voorronde    | Voorronde    | Finale        | Finale        |
| Rang   | Land                | Naam                                         | Punten       | Rang         | Punten        | Rang          |
| ------ | ------------------- | -------------------------------------------- | ------------ | ------------ | ------------- | ------------- |
| Goud   | Rusland             | Svetlana Kolesnitsjenko Svetlana Romasjina   | 96.6667      | 1            | 97.5000       | 1             |
| Zilver | China               | Huang Xuechen Sun Wenyan                     | 94.5333      | 2            | 95.7667       | 2             |
| Brons  | Oekraïne            | Marta Fiedina Anastasija Savtsjoek           | 93.1333      | 3            | 94.1000       | 3             |
| 4      | Japan               | Yukiko Inui Megumu Yoshida                   | 92.4333      | 4            | 93.0000       | 4             |
| 5      | Spanje              | Ona Carbonell Paula Ramírez                  | 91.6000      | 5            | 91.7000       | 5             |
| 6      | Italië              | Linda Cerruti Costanza Ferro                 | 90.4667      | 6            | 91.0000       | 6             |
| 7      | Canada              | Claudia Holzner Jacqueline Simoneau          | 89.6000      | 7            | 89.7667       | 7             |
| 8      | Frankrijk           | Charlotte Tremble Laura Tremble              | 86.7333      | 10           | 88.0000       | 8             |
| 9      | Griekenland         | Evangelia Papazoglou Evangelia Platanioti    | 87.8667      | 8            | 87.3333       | 9             |
| 10     | Oostenrijk          | Anna-Maria Alexandri Eirini-Marina Alexandri | 86.7667      | 9            | 87.1000       | 10            |
| 11     | Mexico              | Nuria Diosdado Joana Jiménez                 | 85.8667      | 11           | 86.1000       | 11            |
| 12     | Verenigde Staten    | Anita Alvarez Ruby Remati                    | 84.5000      | 12           | 83.6333       | 12            |
| 13     | Nederland           | Bregje de Brouwer Noortje de Brouwer         | 84.4000      | 13           | Uitgeschakeld | Uitgeschakeld |
| 14     | Verenigd Koninkrijk | Kate Shortman Isabelle Thorpe                | 83.8000      | 14           | Uitgeschakeld | Uitgeschakeld |
| 15     | Wit-Rusland         | Vasilina Chandosjka Valeria Valasatsj        | 83.1000      | 15           | Uitgeschakeld | Uitgeschakeld |
| 15     | Kazachstan          | Aleksandra Nemitsj Jekaterina Nemitsj        | 83.1000      | 15           | Uitgeschakeld | Uitgeschakeld |
| 17     | Zwitserland         | Vivienne Koch Noemi Peschl                   | 82.1667      | 17           | Uitgeschakeld | Uitgeschakeld |
| 18     | Israël              | Eden Blecher Shelly Bobritsky                | 81.8333      | 18           | Uitgeschakeld | Uitgeschakeld |
| 19     | Duitsland           | Marlene Bojer Daniela Reinhardt              | 79.9667      | 19           | Uitgeschakeld | Uitgeschakeld |
| 20     | Colombia            | Estefanía Álvarez Mónica Arango              | 79.0333      | 20           | Uitgeschakeld | Uitgeschakeld |
| 21     | Liechtenstein       | Lara Mechnig Marluce Schierscher             | 78.9000      | 21           | Uitgeschakeld | Uitgeschakeld |
| 22     | Oezbekistan         | Anna Eltisjeva Anastasia Morozova            | 77.7000      | 22           | Uitgeschakeld | Uitgeschakeld |
| 23     | Singapore           | Debbie Soh Miya Yong                         | 77.2333      | 23           | Uitgeschakeld | Uitgeschakeld |
| 24     | Slowakije           | Nada Daabousová Diana Miškechová             | 77.1333      | 24           | Uitgeschakeld | Uitgeschakeld |
| 25     | Tsjechië            | Alžběta Dufková Vendula Mazánková            | 76.8667      | 25           | Uitgeschakeld | Uitgeschakeld |
| 26     | San Marino          | Jasmine Verbena Jasmine Zonzini              | 76.7000      | 26           | Uitgeschakeld | Uitgeschakeld |
| 27     | Egypte              | Hanna Hiekal Jayda Sharaf                    | 76.2000      | 27           | Uitgeschakeld | Uitgeschakeld |
| 28     | Hongarije           | Dávid Janka Boglárka Gács                    | 76.0333      | 28           | Uitgeschakeld | Uitgeschakeld |
| 29     | Argentinië          | Camila Arregui Trinidad López                | 75.9333      | 29           | Uitgeschakeld | Uitgeschakeld |
| 30     | Servië              | Nevena Dimitrijević Jelena Kontić            | 75.9000      | 30           | Uitgeschakeld | Uitgeschakeld |
| 31     | Portugal            | Maria Gonçalves Cheila Vieira                | 75.6333      | 31           | Uitgeschakeld | Uitgeschakeld |
| 32     | Turkije             | Defne Bakırcı Mısra Gündeş                   | 75.1667      | 32           | Uitgeschakeld | Uitgeschakeld |
| 33     | Zuid-Korea          | Baek Seo-yeon Koo Ye-mo                      | 75.0333      | 33           | Uitgeschakeld | Uitgeschakeld |
| 34     | Chili               | Isidora Letelier Natalie Lubascher           | 74.3333      | 34           | Uitgeschakeld | Uitgeschakeld |
| 35     | Australië           | Rose Stackpole Amie Thompson                 | 74.2667      | 35           | Uitgeschakeld | Uitgeschakeld |
| 36     | Bulgarije           | Aleksandra Atanasova Dalia Penkova           | 74.1667      | 36           | Uitgeschakeld | Uitgeschakeld |
| 37     | Aruba               | Abigail de Veer Kyra Hoevertsz               | 74.1667      | 37           | Uitgeschakeld | Uitgeschakeld |
| 38     | Polen               | Gabriela Damentka Aleksandra Filipiuk        | 72.1333      | 38           | Uitgeschakeld | Uitgeschakeld |
| 39     | Nieuw-Zeeland       | Eva Morris Isobel Pettit                     | 68.8667      | 39           | Uitgeschakeld | Uitgeschakeld |
| 40     | Zuid-Afrika         | Emma Manners-Wood Laura Strugnell            | 67.3333      | 40           | Uitgeschakeld | Uitgeschakeld |
| 41     | Cuba                | Stephany Urbina Cire Zuferri                 | 66.9667      | 41           | Uitgeschakeld | Uitgeschakeld |
| 42     | Hongkong            | Haruka Kawazoe Christie Poon                 | 66.7667      | 42           | Uitgeschakeld | Uitgeschakeld |
| 43     | Thailand            | Pongpimporn Pongsuwan Supitchaya Songpan     | 65.8667      | 43           | Uitgeschakeld | Uitgeschakeld |
| 44     | Costa Rica          | Natalia Jenkins Valeria Lizano               | 63.9000      | 44           | Uitgeschakeld | Uitgeschakeld |
| 45     | Macau               | Chio Un Tong Chio Weng Tong                  | 63.3333      | 45           | Uitgeschakeld | Uitgeschakeld |
| –      | Brazilië            | Luisa Borges Maria Coutinho                  | Niet gestart | Niet gestart | Niet gestart  | Niet gestart  |